# Ein starkes Team: Die letzte Reise
Die letzte Reise ist ein deutscher Fernsehfilm von Herwig Fischer aus dem Jahr 2022. Es handelt sich um die 89. Folge der Krimiserie Ein starkes Team mit Florian Martens und Stefanie Stappenbeck in den Hauptrollen. Es ist der fünfundzwanzigste Einsatz von Linett Wachow an der Seite von Otto Garber. Kai Lentrodt, der von 2005 bis 2017 den Kriminaloberkommissar Ben Kolberg spielte, ist in dieser Folge noch ein letztes Mal nach seinem Ausstieg zu sehen. Die Erstausstrahlung der Episode erfolgte am 14. Mai 2022 im ZDF.

## Handlung
Der Berliner Kommissar Otto Garber und seine Kollegin Linett Wachow ermitteln im Mordfall eines Wachmannes, der tot am Westhafen aus dem Wasser gezogen wird. Bei den Ermittlungen kommen die Kommissare nicht so recht voran, weil keiner etwas gesehen oder gehört haben will. Zunächst gerät der Spediteur Kunze ins Visier von Garber und Wachow, der auf einer Überwachungsaufnahme am Hafen identifiziert werden konnte. Als Täter kommt er jedoch nicht infrage, da er ein Alibi vorweisen kann. Eine Überwachungskamera zeigt weiterhin drei unbekannte Männer, die offensichtlich am Tatort waren und von denen einer ihrem ehemaligen Kollegen Ben Kolberg ähnlich sieht. Der hatte sich vor einigen Jahren in die Karibik zurückgezogen und eine Strandbar eröffnet. Seine letzte Nachricht mit Bild lag erst zwei Wochen zurück. Die Recherchen ergeben, dass es tatsächlich ihr Kollege Kolberg ist, der mittlerweile wieder in Berlin aufgetaucht ist, unter falschem Namen in einem Hotel eingecheckt hat und inzwischen in der Drogenszene gelandet zu sein scheint.
Kunzes anfängliche Aussage über eine Havarie in der Tatnacht stellt sich als falsch heraus. Er wird allem Anschein nach von dem kolumbianischen Drogenkartell unter Druck gesetzt, damit er eine Lieferung Drogen aus Kolumbien übernimmt und umgehend weiterleitet. Daher wird die Tochter von Kunze in dessen Wohnung von Rodriguez, dem tatsächlichen Mörder des Security Angestellten, als Geisel festgehalten. Weitere Ermittlungen von Garber, Wachow und ihrem Team führen zu Luis Gonzales als Schlüsselfigur des geplanten Drogendeals und der Kolberg für seine Machenschaften missbraucht. Kolberg erfährt von der Geiselnahme und versucht Kunzes Tochter aus der Schusslinie zu bringen. Außerdem ruft er Linett Wachow mit einem geheimen Handy an, um sich mit ihr zu treffen. Die beiden Kriminalisten bringen inzwischen in Erfahrung, dass Kolbergs neue große Liebe Alicia, ehemals ebenfalls eine Kriminalistin, auch mit dem Drogenkartell zu tun hat, aber nicht diejenige ist, deren Rolle sie zu Lasten von Kolberg spielt. Ihm gegenüber gibt sie sich noch immer als eine BND-Mitarbeiterin aus, die angeblich Gonzales überführen will und deshalb von Ben, der sich auf ihr Drängen als Vertrauter bei Gonzales einmogeln konnte, Frachtnummer und Uhrzeit der Ankunft des Containers wissen will. Offensichtlich arbeitet sie mittlerweile aber als Escort-Girl, das Kolberg nur ködern wollte, was Garber und Wachow bei der Überwachung des Hotelzimmers von Gonzales herausfinden. Alicia hat nur vor, Gonzales mit ihrem Wissen über den Drogendeal zu erpressen. Wachow ruft daraufhin Ben Kolberg an, um ihn zu warnen, da sein Leben in Gefahr ist. Er verlässt fluchtartig das Haus von Kunze und wird dabei fast von Rodriguez erschossen, der von Gonzales telefonisch darüber informiert wurde, dass Ben ein Verräter wäre.
Nachdem Kolberg mit Garber und Wachow Kontakt aufgenommen hat, ihnen an einem öffentlichen Platz seine Geschichte erzählt und das Messer übergibt, mit dem Rodriguez den Wachmann erstochen hat, wird er von einem Scharfschützen schwer verletzt. Er stirbt trotz intensiver Bemühungen der Ärzte noch in der Nacht. Bei der Obduktion stellt sich heraus, dass Ben Kolberg einen Senderchip eingepflanzt bekommen hatte, der ständig seine Position verriet. Dieser Typ soll in Kürze beim BND eingesetzt werden und so ist den Ermittlern klar, dass nur Alicia dahinter stecken kann und sie letztendlich Ben getötet hat.
Garber und Wachow können Kunzes Tochter befreien und den angekündigten Container im Hafen ausfindig machen. Beim Öffnen des Containers stellt sich allerdings heraus, dass dieser leer ist und das Ganze nur ein Test war, um den zukünftigen Lieferweg abzuklären. Gonzales und Rodriguez werden noch vor Ort festgenommen. Alicia können Garber und Wachow in ihrem Versteck aufspüren und festnehmen. Nachweislich hatte Gonzales ihr fünf Millionen Euro für die Ermordung Bens versprochen, was sie sich nicht entgehen lassen wollte.

## Hintergrund
Die Dreharbeiten für Die letzte Reise erstreckten sich unter den vorgegebenen Corona-Arbeitsschutzauflagen vom 4. Mai 2021 bis zum 4. Juni 2021 und fanden in Berlin und Umgebung statt. Die Pandemie wird im Film auch angesprochen.
Running-Gag-Figur Sputnik handelt diesmal mit rein biologischen Tees, die der Gesundheit und dem Wohlbefinden förderlich sein sollen.
Zum Film befragt äußerte Schauspieler Kai Lentrodt zu seiner Rolle: „Ob Lentrodts Ausstieg nach ‚Die letzte Reise‘ endgültig ist oder ob eine erneute Rückkehr geplant ist, […] diese Frage wird im Film […] beantwortet. Es wird spannend ...“

## Rezeption

### Einschaltquoten
Bei der Erstausstrahlung von Die letzte Reise am 14. Mai 2022 verfolgten in Deutschland insgesamt 6,66 Millionen Zuschauer die Filmhandlung, was einem Marktanteil von 27,6 Prozent für das Zweite entsprach. In der als Hauptzielgruppe für Fernsehwerbung deklarierten Altersgruppe von 14–49 Jahren erreichte Die letzte Reise 0,39 Millionen Zuschauer und damit einen Marktanteil von 7,3 Prozent in dieser Altersgruppe.

### Kritik
Tilmann P. Gangloff urteilte für evangelisch.de: „Nehmen Ensemble-Mitglieder einer lang laufenden Reihe oder Serie irgendwann ihren Hut, weil sie neue Herausforderungen suchen, ist dies in der Regel ein Abschied für immer. Stirbt ihre Rolle, ist das Comeback ohnehin ausgeschlossen.“ „Eine spannende Geschichte rund um den Ex-Kommissar Ben Kolberg, der plötzlich wieder in der Serie auftaucht. Die Inszenierung ist leider nicht immer ideal und auch ein wenig klischeebehaftet.“
Oliver Armknecht schrieb bei film-rezensionen.de: „Über weite Strecken ist Ein starkes Team: Die letzte Reise […] mehr Thriller als Krimi. Vor allem in der zweiten Hälfte soll das Publikum auf die Folter gespannt werden, was der brutale Killer macht und ob der verdeckt ermittelnde Ben auffliegt. Das ist ziemlich geradlinig und ohne größere Schnörkel.“ „Auf nennenswerte Nebenhandlungen oder Wendungen“ werde verzichtet. „Selbst der Twist gegen Ende hin ist nicht wirklich einer, sondern sollte von einigermaßen erfahrenen Zuschauern und Zuschauerinnen früh erkannt werden.“ „Fans der Reihe können deshalb reinschauen, vor allem wenn sie die alten Folgen mit Ben kennen. Der Rest muss nicht unbedingt dabei sein.“
cinema.de schrieb: „Das Drehbuch von Krimi-Profi Jürgen Pomorin alias Leo P. Ard (Erzgebirgskrimi) fällt für die Reihe untypisch ernst und hoch spannend aus. Die üblichen Sperenzchen um Sputnik, der diesmal mit Cannabis-Tee versehentlich für ein High bei Kriminalrat Reddemann sorgt, bremsen die dramatische Geschichte um Drogenschieberei, skrupellose Kartelle und Verrat fast schon aus. “
Wilfried Geldner von Prisma.de meinte: „Zuletzt hatte es ja auch schon die „letzte Runde“ mit viel Berlin-Nostalgie gegeben. Nun aber wird noch mal gefeiert und das Lob auf einen guten Polizisten gesungen. Mehr sei nicht verraten. „You'll see“, antwortet denn auch der Undercover-Darsteller Kai Lentrodt vieldeutig auf die Frage, ob es weitere Folgen mit ihm geben werde. „Jetzt können wir uns erst mal auf dieses Wiedersehen freuen, und diese Frage wird im Film dann ja auch beantwortet.“ Die 90. Folge („Kurierfahrt“) ist jedenfalls schon abgedreht. Mal sehen, was dann Sputnik (Jaecki Schwarz), dem einzigen Rentner in Polizeidiensten weltweit, wieder Neues einfallen wird. Diesmal verkauft er gefiltertes Bio-Cannabis an Reddemann. Es folgt die zweifellos aufregendste Szene des ganzen Films.“